# 中央广播电台 (北平)
“中央广播电台”是中国抗日战争期间华北政务委员会下属的“华北广播协会”在北平市创办的官方广播电台，呼号XGAP，1938年1月1日成立。

## 简介
北平“中央台”的前身为国民政府控制的北平广播电台，呼号XGOP。1937年卢沟桥事变后，日军占领华北地区，并扶植了“中华民国临时政府”（后因名义上归附汪精卫政权，改组为“华北政务委员会”）；原北平广播电台改为“中央广播电台”，改呼号为XGAP。1940年，日本方面从日本本土运来100kW发射机，并于4月15日投入使用，以对抗重庆中央台和昆明台等国民政府开办的电台。日本方面宣称，北平“中央台”的规模已经与东京中央台和新京（长春）中央台“鼎足称雄”。抗战期间，包括北平“中央台”在内，中国境内共有五家“中央台”（重庆、南京、北平、张家口、新京），其中除重庆中央台外，其余均为日本傀儡政权开办。
与日占区的其它媒体类似，北平“中央台”同样以宣传“中日亲善”、“建设东亚新秩序”、攻击抗日阵营为主。北平“中央台”共有三个频率：第一台（频率640kc，功率100kW）播出汉语节目；第二台（频率950kc，功率500W）播出日语节目；此外还有专门播出广告的频率（频率1350kc，功率500W）。1940年6月29日，“华北政务委员会”公布《华北广播协会条例》，包括北平“中央台”在内，华北地区的广播电台全部归入“华北广播协会”管辖。1942年，当局发布《放送听取无线电话取缔规则》（对日本人）和《收听广播无线电话暂行办法》（对中国人）。日本占领当局强制要求拥有收音机的民众进行登记，并去除收音机内的短波接收部件。一旦发现民众收听重庆方面及国外电台者，一律以“国事犯”论处。当局又推出“北支标准型”收音机（后改名为“华北标准型”收音机），采取分期付款等方式诱导民众购买。
抗战结束后，国民政府接管了北平“中央台”，复名“北平广播电台”。1949年，中国人民解放军占领北平，北平广播电台被中共接管，第一台（640kc）被用于广播北平新华广播电台（今中央人民广播电台中国之声）节目，至1978年，640kHz改为639kHz并沿用至今。